# Abel Kirui
Abel Kirui (4 de junio de 1982) es un atleta de Kenia que compite en carreras de larga distancia. Obtuvo la medalla de oro en la prueba de maratón del campeonato del mundo de 2009 en Berlín y en el de 2011 en Daegu. En los Juegos Olímpicos de Londres 2012, consiguió la medalla de plata también en maratón, precedido por el ugandés Stephen Kiprotich que logró la de oro.

## Palmarés
- Medalla de oro en el Campeonato Mundial de Atletismo de 2009 en Berlín, prueba de maratón, con un tiempo de 2:06:54.
- Medalla de oro en el Campeonato Mundial de Atletismo de 2011 en Daevu, prueba de maratón, con un tiempo de 2:07:38.
- Medalla de plata en los Juegos Olímpicos de Londres 2012, prueba de maratón, con un tiempo de 2:08:27.
- 5.º puesto en el Maratón de Londres 2010 con un tiempo de 2:08:04.
- 9.º puesto en el Maratón de New York 2010 con un tiempo de 2:13:01.
- Medalla de oro en el Campeonato Mundial de Atletismo de 2017 en Londres, prueba de la marathon, con 2.08.26

## Vida personal

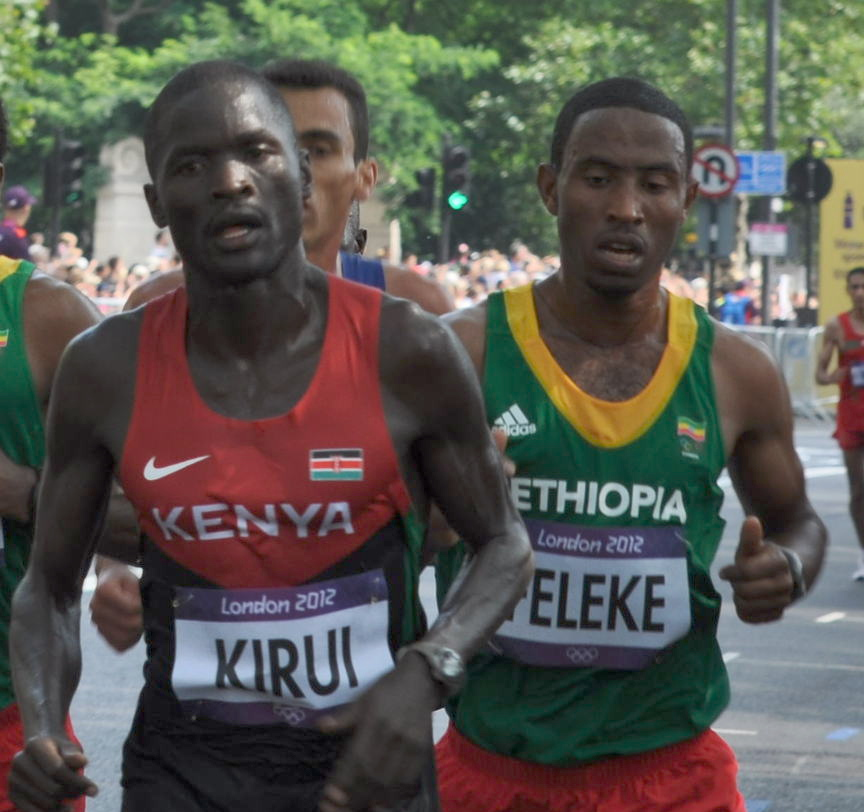
Abel Kirui y Getu Feleke en el maratón de los Juegos Olímpicos de 2012 celebrados en Londres, RU. (12 de agosto de 2012).

Kirui vive en Nabkoi, al este de Kapsabet, en la Provincia del Valle del Rift. Está casado con Stella Jemeli con la que tiene un hijo, Tevin Kipchumba.
Es sobrino del corredor de maratón Michael Kosgei Rotich.Kirui es entrenado por Renato Canova.
Es miembro de la Iglesia Adventista del Séptimo Día. Junto con sus compañeros adventistas Priscah Jeptoo y Amos Tirop Matui fundó la Better Living Marathon.